# Maurice Benyovszky
Maurice Benyovszky, född 20 september 1746 i Verbó i Habsburgska monarkin, död 24 maj 1786 i Madagaskar, var en slovakisk-ungersk militär och äventyrare.
Benyovszky, som var son till en kejserlig militär, deltog som österrikisk löjtnant i sjuåriga kriget (1756–63) och biträdde sedan de polska konfedererade mot Ryssland, men blev 1769 tillfångatagen och sänd till Kamtjatka. Där kom han i stor ynnest hos ståthållaren och fick hans dotter till hustru, fastän han förut var gift.
1771 organiserade Benyovszky ett myteri, plundrade en rysk fästning och undkom med sin hustru och 96 andra sammansvurna till ön Formosa. Därifrån ställde han färden till Macao, där hans hustru och åtskilliga bland hans följeslagare dog. Sedan for han till Frankrike, där han blev chef för ett infanteriregemente och fick i uppdrag att grundlägga en koloni på Madagaskar. Franska regeringen fann emellertid, att Benyovszky var en äventyrare och vägrade honom vidare understöd. Han trädde då åter i österrikisk tjänst och deltog i bayerska tronföljdskriget 1778. 1785 ankom han till Madagaskar i spetsen för en expedition, som blivit utrustad av enskilda personer i London och Baltimore för att kolonisera ön. Fransmännen satte sig emot detta försök, och i en strid med franska trupper avled Benyovszky 1786.
Benyovszkys självbiografi utgavs av Nicholson (2 bd, 1790, i tysk och fransk översättning 1791). August von Kotzebue lånade därur motivet till sitt drama Die verschwörung in Kamtschatka (1795) och Louise Mühlbach gjorde honom till hjälte i en roman (4 band, 1865, i svensk översättning 1866).